# Jöttünk, láttunk, visszamennénk 3. – A forradalom
A Jöttünk, láttunk, visszamennénk 3. – A forradalom (eredeti cím: Les Visiteurs: La Révolution) 2016-ban bemutatott francia–belga–cseh filmvígjáték, amelyet Jean-Marie Poiré rendezett. A Jöttünk, láttunk, visszamennénk filmsorozat harmadik felvonása, amely csaknem két évtizeddel később közvetlenül a második rész történései után veszi fel a fonalat.
A forgatókönyvet Jean-Marie Poiré és Christian Clavier írták. A producerei Christian Clavier, Sidonie Dumas és Jean-Marie Poiré. A főszerepekben Christian Clavier, Jean Reno, Marie-Anne Chazel, Franck Dubosc, Karin Viard és Sylvie Testud láthatók. Zeneszerzője Eric Lévi. Franciaországban és 2016. április 6-án, Magyarországon 2016. április 14-én mutatták be a mozikban.
A film sem kritikai, sem anyagi szempontból nem bizonyult sikeresnek, ennek ellenére Jean-Marie Poiré úgy nyilatkozott, szívesen elkészítené a 4. részt, noha a fenti okok miatt ennek megvalósulása kétséges. 2020 májusában egy lelkes rajongó petíciót indított a film megvalósításáért, amelyhez a két oldal összesített értékei alapján jelenleg 579 fő csatlakozott. Ebben a filmen szinkronizált utoljára Józsa Imre 2016-ban bekövetkezett halála előtt.

## Rövid összefoglaló
Merész Godefroy de Montmirail gróf (Jean Reno) és fegyverhordozója, Jacques-Foches (Christian Cavier) a legutóbbi, balszerencsésen elsült varázslat következtében a 18. századi Franciaországba csöppennek, pontosan a forradalmat követő jakobinus terror kellős közepébe. Jacques-Foches leszármazottja, a Napóleon Bonaparte tanácsadójaként és közvádlóként tevékenykedő Jacques Focheaux szíve szerint mindkettőjüket guillotine alá küldené, Godefroy gőgös, hercegi leszármazottaival együtt. Mindehhez azonban Godefroynak is lesz egy-két szava...

## Szereplők
| Szerep                                       | Színész              | Magyar hang (1. szinkron, 2016) |
| -------------------------------------------- | -------------------- | ------------------------------- |
| Jacques-Foches, a bolondos / Edmond Jacquart | Christian Clavier    | Józsa Imre                      |
| Godefroy de Montmirail gróf                  | Jean Reno            | Berzsenyi Zoltán                |
| Gonzague de Montmirail                       | Franck Dubosc        | Gyabronka József                |
| Prune                                        | Marie-Anne Chazel    | Borbás Gabi                     |
| Adélaïde de Montmirail                       | Karin Viard          | Spilák Klára                    |
| Charlotte Robespierre                        | Sylvie Testud        | Majsai-Nyilas Tünde             |
| Victoire-Églantine de Montmirail             | Stéphanie Crayencour | Gáspár Kata                     |
| Cheneviette márki                            | Ary Abittan          | Takátsy Péter                   |
| Robert de Montmirail                         | Alex Lutz            | Hevér Gábor                     |
| Philibert                                    | Pascal N'Zonzi       | Ifj. Jászai László              |
| Maximilien de Robespierre                    | Nicolas Vaude        | Hajdu Steve                     |
| Jean-Paul Marat                              | Christian Hecq       | Vida Péter                      |
| Jean-Marie Collot d’Herbois                  | Lorànt Deutsch       | Karácsonyi Zoltán               |
| Louis Antoine de Saint-Just                  | Mathieu Spinosi      | Kinizsi Ottó                    |
| Georges Couthon                              | François Bureloup    | Karsai István                   |
| Jacques Nicolas Billaud-Varenne              | Nicolas Lumbreras    | Pál Tamás                       |
| Joseph Fouché                                | Cyril Lecomte        | Sinkovits-Vitay András          |
| Verdier                                      | Dimitri Storoge      | Posta Victor                    |
| Élise                                        | Véronique Boulanger  | Mahó Andrea                     |
| Honorine                                     | Annie Grégorio       | Kocsis Mariann                  |